# Atuatuca Tungrorum

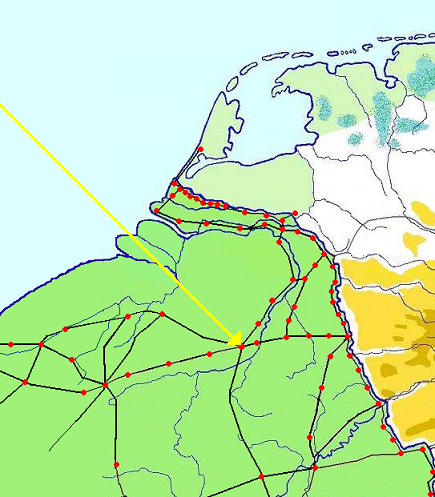
Locatie van Atuatuca Tungrorum

Atuatuca Tungrorum, het hedendaagse Tongeren, was een Romeinse stad in de provincie Neder-Germanië (Latijn: Germania Inferior).

## Geschiedenis

### Atuatuca

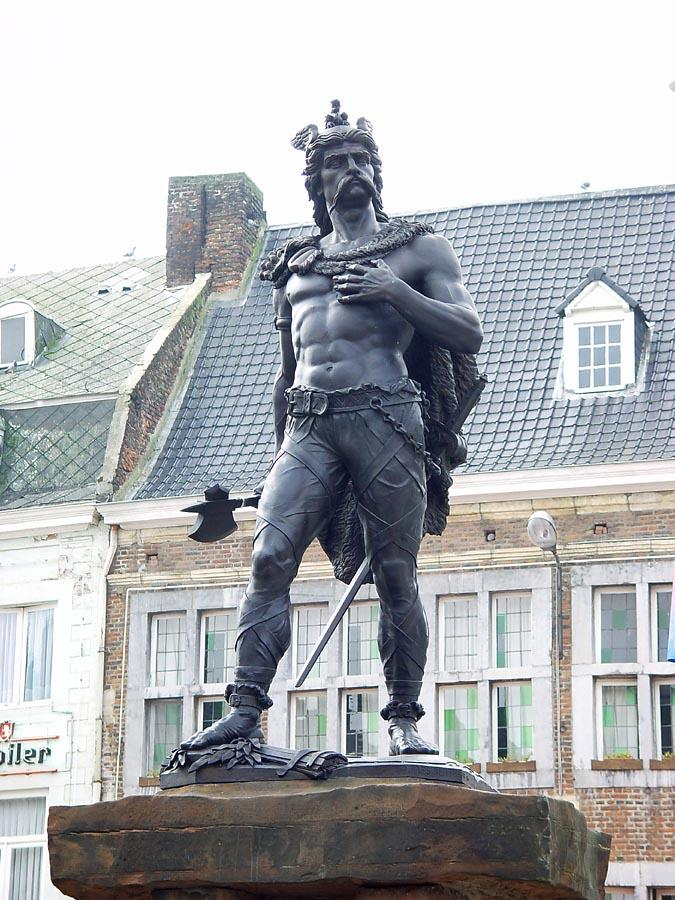
Standbeeld van Ambiorix te Tongeren

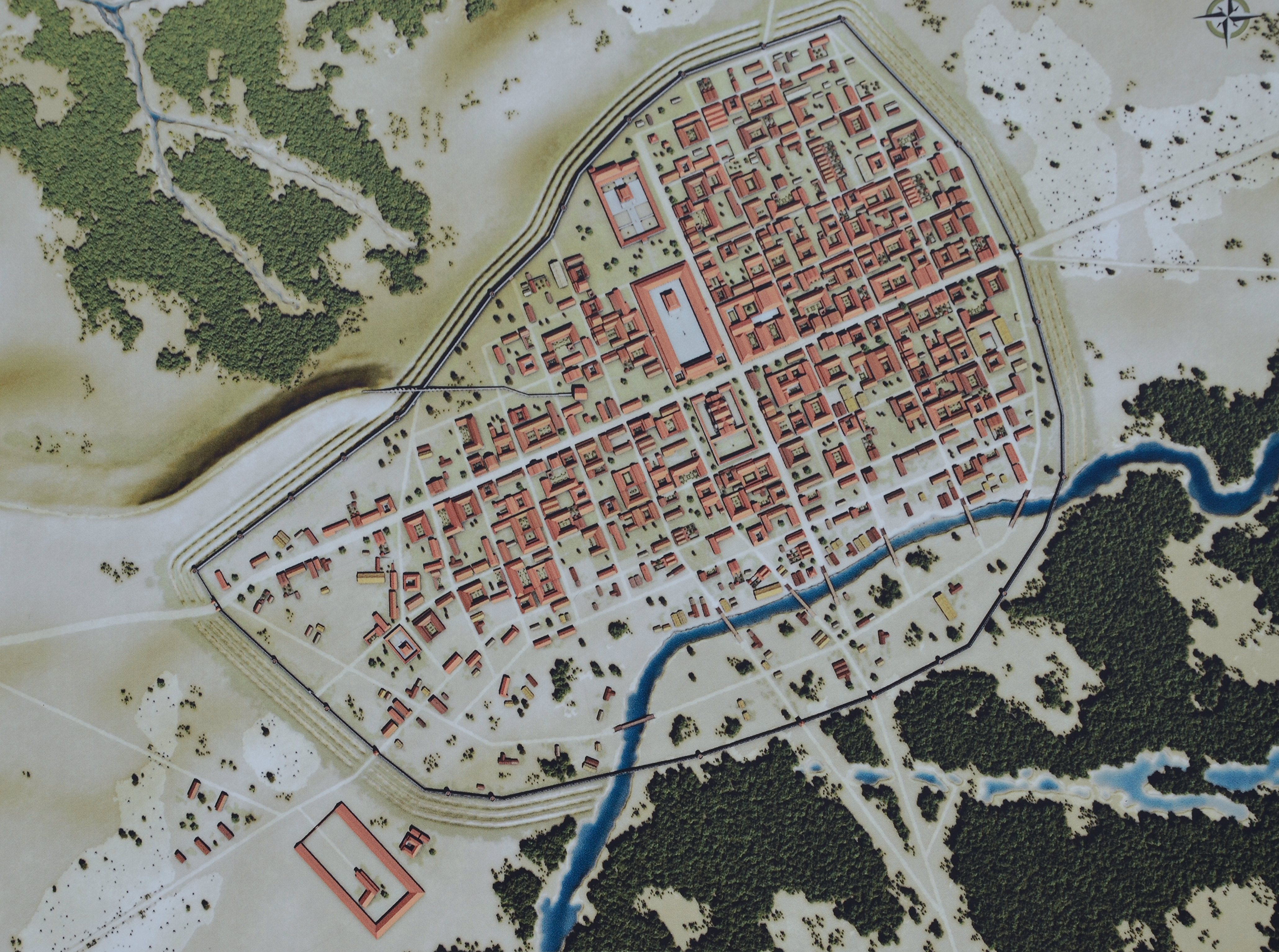
Reconstructie Tongeren, ca. 150 na Chr.

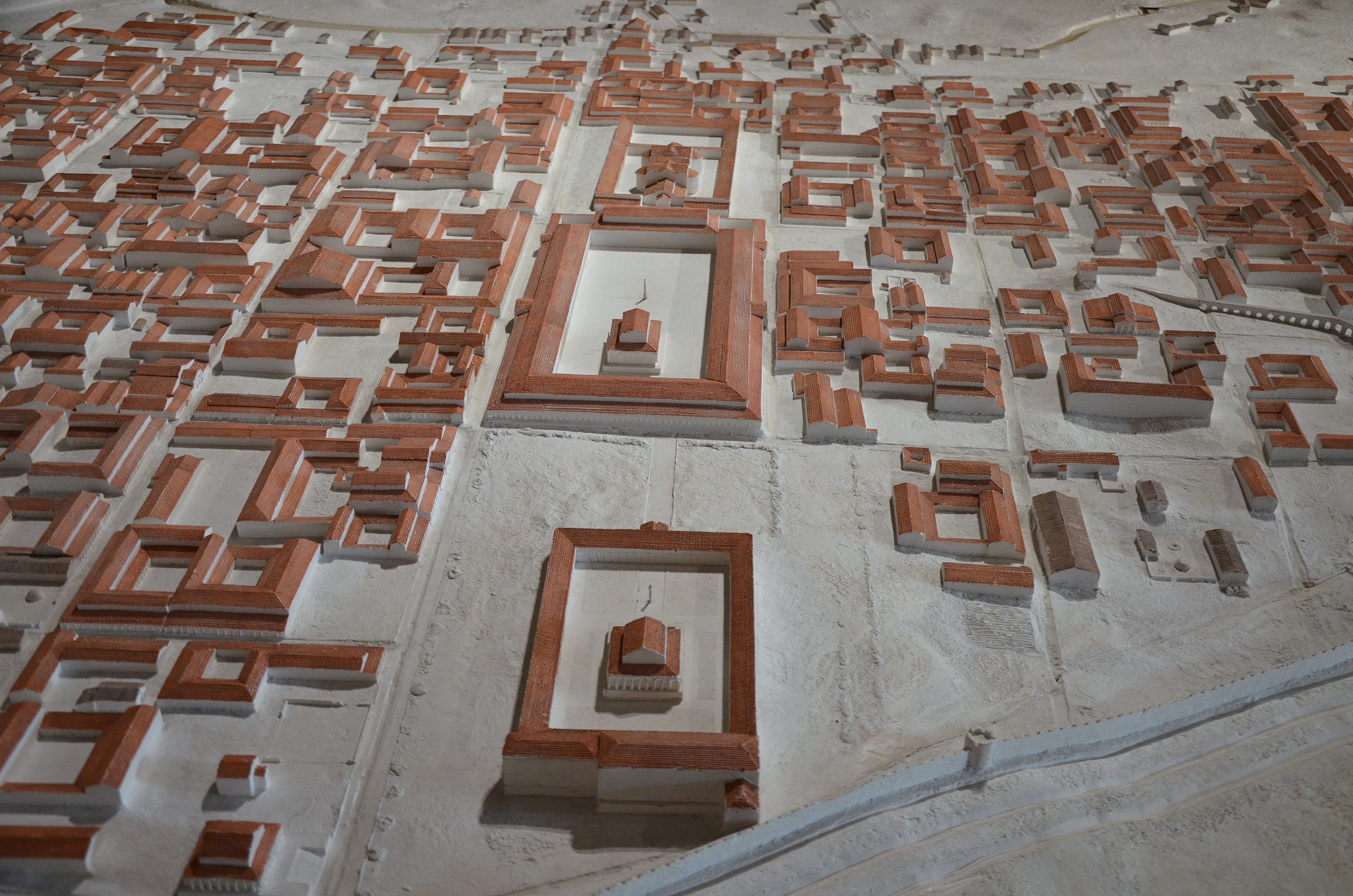
Maquette van het centrum van de stad, ca. 150 na Chr.

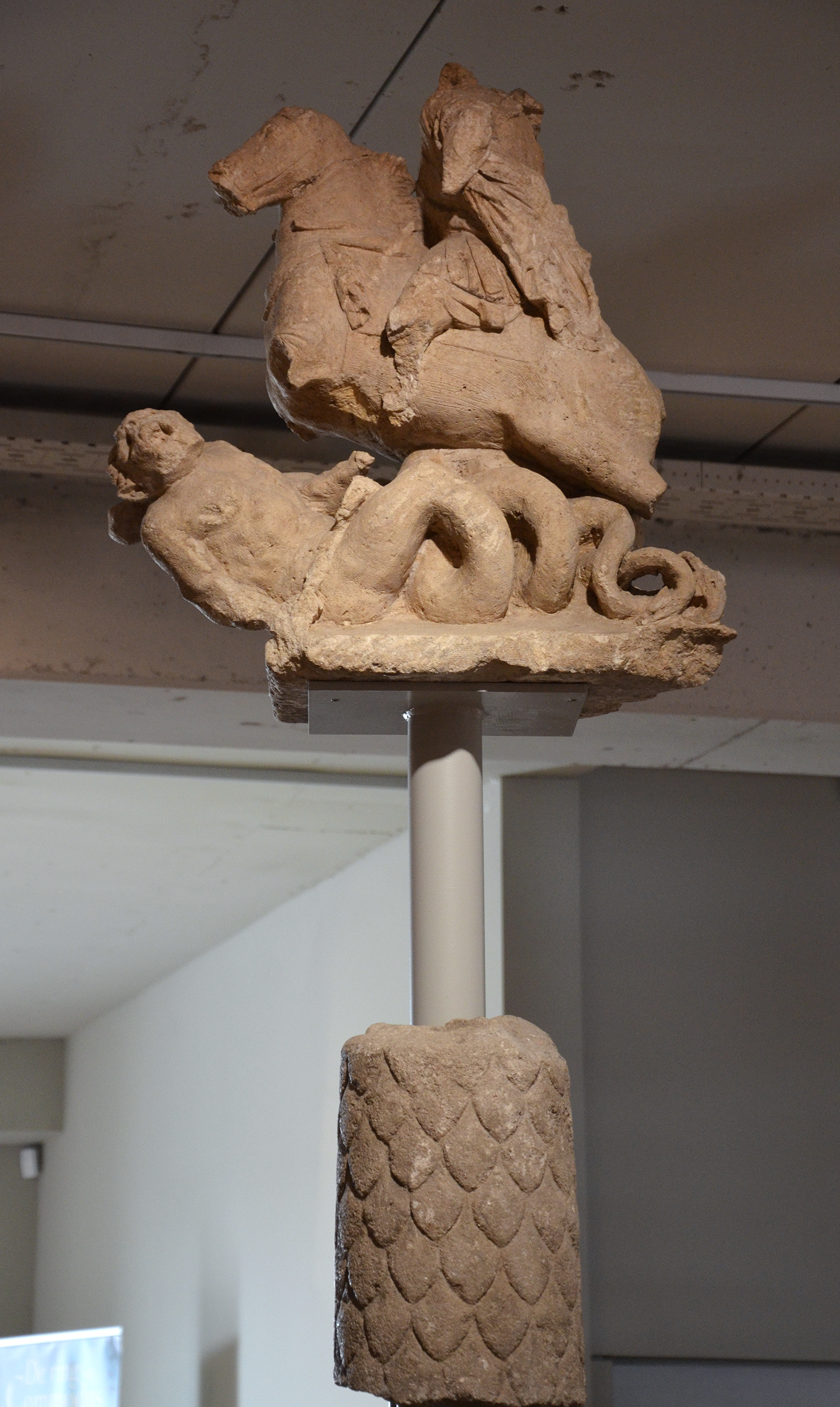
Fragmenten van een Jupiterzuil

In 57 v.Chr. veroverde de Romeinse veldheer Julius Caesar het gebied van het huidige Noord-Frankrijk, België en Zuid-Nederland, het Gallia Belgica. In Atuatuca, een vesting van de Eburonen, werd een Romeins kampement aangelegd. Ambiorix en Catuvolcus, twee koningen van de Eburonen, kwamen in 54 v.Chr. in opstand tegen de Romeinen. Met een list wisten de Eburonen de Romeinen uit Atuatuca te lokken: het 14e legioen (Legio XIV Gemina) en een cavelerie-eenheid van 200 man werden enkele mijlen buiten Atuatuca in een keteldal in een hinderlaag gelokt en vrijwel volledig uitgeroeid. Caesar stuurde daarop negen legioenen naar Belgica. Na een langdurige strijd werden de opstandige stammen afgeslacht of van hun grondgebied verdreven. Catuvolcus pleegde zelfmoord en Ambiorix vluchtte de Rijn over naar de Germanen. De Eburonen werden naar het noorden verdreven naar het latere Toxandrië.
Atuatuca Tungrorum wordt wel vereenzelvigd met dit Atuatuca, maar de meeste onderzoekers zijn het er heden wel over eens dat deze plaats ergens anders lag. Mogelijke plaatsen zijn Berg (een deelgemeente in de buurt van Tongeren), het Plateau van Caestert, een versterking bij Thuin, Limburg, Spa-Balmoral, Dolembreux, Fort Battice (Luik), Chaudfontaine en Stolberg-Atsch.
Keizer Augustus, de opvolger van Julius Caesar, verdeelde de provincie Gallia Belgica in districten (civitates), waarbij Atuatuca Tungrorum de hoofdstad van het Civitas Tungrorum werd. Dit gebied lag in het vroegere gebied van de Eburonen. Nadat de Eburonen waren verdreven woonden hier de Tungri; mogelijk waren dit nazaten van de Eburonen, maar het kan ook een Germaanse stam geweest zijn.
Kort voor het begin van onze jaartelling werd in Atuatuca Tungrorum een Romeins legerkamp gebouwd. De plaats was strategisch goed gelegen aan de belangrijke Romeinse heerweg van Keulen (Colonia Claudia Ara Agrippinensium) naar Boulogne-sur-Mer (Gesoriacum). Er kwamen al snel burgers wonen in de nabijheid van het Tongerse kamp, vooral handelaars en ambachtslui. Ze vestigden zich ten zuidwesten van de legerplaats en waar ze een burgernederzetting stichtten (canabae). Ongetwijfeld was Atuatuca Tungrorum bedoeld als steunpunt en bevoorradingsplaats voor de Romeinse troepen aan de Rijn: Augustus was namelijk van plan om het Germaanse gebied aan de overkant van de Rijn bij het Romeinse Rijk in te lijven. Hij liet daartoe in het noorden van Gallië een netwerk van wegen en militaire kampen aanleggen. Vanaf 16 v.Chr. vonden geregeld Romeinse expedities plaats op Germaans grondgebied over de Rijn, maar na de rampzalige slag bij het Teutoburgerwoud, waar de drie legioenen van Varus door de Germanen onder leiding van Arminius een zware nederlaag leden, werd afgezien van de verovering van Germanië. Het legerkamp bij Atuatuca Tungrorum werd opgedoekt. In 17 werden onder Tiberius de militaire provincies Germania Superior en Germania Inferior (waarin Atuatuca lag) gesticht. Deze gebieden vielen nog steeds onder Gallia Belgica maar werden rechtstreeks door het leger bestuurd.
De burgernederzetting ontwikkelde zich volgens een regelmatig stratennet met een losse bebouwing van houten huizen. Mede dankzij de vruchtbaarheid van Haspengouw en de strategische ligging groeide Atuatuca Tungrorum uit tot een bloeiende Gallo-Romeinse nederzetting. Weldra werd er een administratief centrum en garnizoensplaats gevestigd. Atuatuca Tungrorum was verantwoordelijk voor de bevoorrading van legerkampen aan de Rijn als Xanten (Castra Vetera) en Nijmegen (Noviomagus).
De stad werd zwaar beschadigd door plunderingen en een grote brand tijdens de Bataafse Opstand in 70. De stad werd weer opgebouwd met verharde straten, openbare gebouwen en een aquaduct dat naar de stad voerde vanuit de Kertsborn, een bron in Widooie. Het is mogelijk dat het aquaduct water van verder weg via Widooie naar Tongeren voerde (het 20 km verderop gelegen Rukkelingen-Loon wordt genoemd), maar daarvoor zijn nog geen bewijzen gevonden. De woningbouw werd meer en meer in steen uitgevoerd. In het noordwesten werd op een van de hoogste punten van de stad op de plaats van een ouder heiligdom een tempelcomplex gebouwd. De op een verhoging gelegen Romeinse tempel (templum) was 35 meter lang bij 25 meter breed en bestond uit een centrale ruimte (cella) met een voorportaal en een 4 meter brede zuilengang. Rond de tempel lag een door een zuilengang omgeven plein van 130 bij 77 meter. In het jaar 90 verhief keizer Domitianus de militaire gewesten tot volwaardige provincies: vanaf die tijd lag Atuatuca Tungrorum in de provincie Germania Inferior.

### Municipium Tungrorum

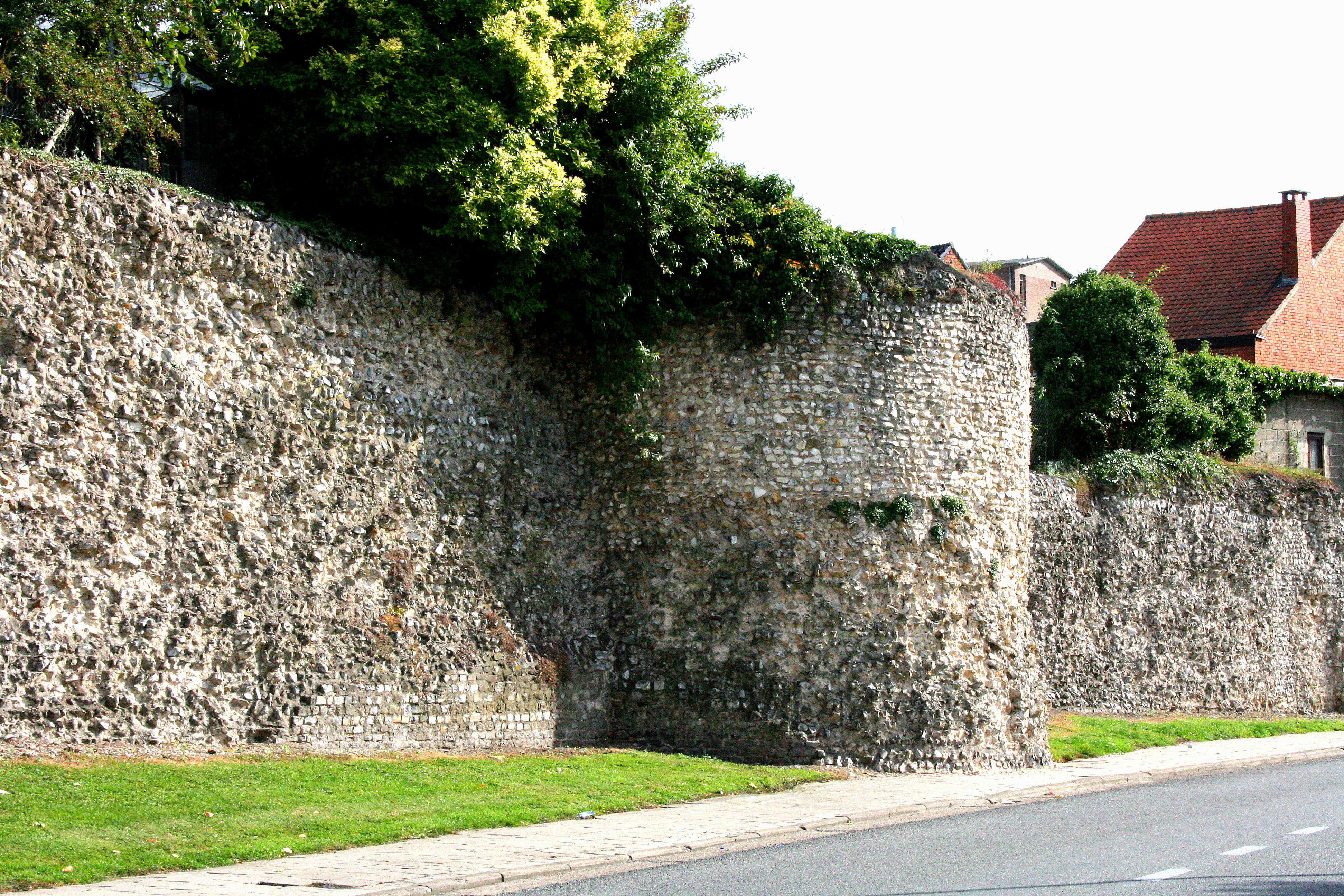
Romeinse muur bij Tongeren

In de 2e eeuw werd een 4,5 kilometer lange Romeinse muur om de stad gebouwd: de grootste omwalling die de stad ooit zou krijgen. Ook werden een handels- en rechtsgebouw (basilica) en een officiële graanopslagplaats gebouwd. Rond deze tijd begon men de stad Municipium Tungrorum te noemen. Tijdens deze bloeiperiode was de stad in oppervlakte groter dan Keulen (Colonia Claudia Ara Agrippinensium). Waarschijnlijk heeft Tungrorum nooit veel meer dan 5000 inwoners gehad, vergelijkbaar met Noviomagus (Nijmegen). Hiermee was Tungrorum de grootste stad op het grondgebied van het huidige België, maar had het toch veel minder inwoners dan steden als Trier (Augusta Treverorum) en Reims (Durocortorum), die in de Romeinse tijd 20 tot 30.000 inwoners hadden. Rond de stad ontstonden grote landbouwbedrijven (villae rusticae).

### Verval en einde van het Romeinse bestuur

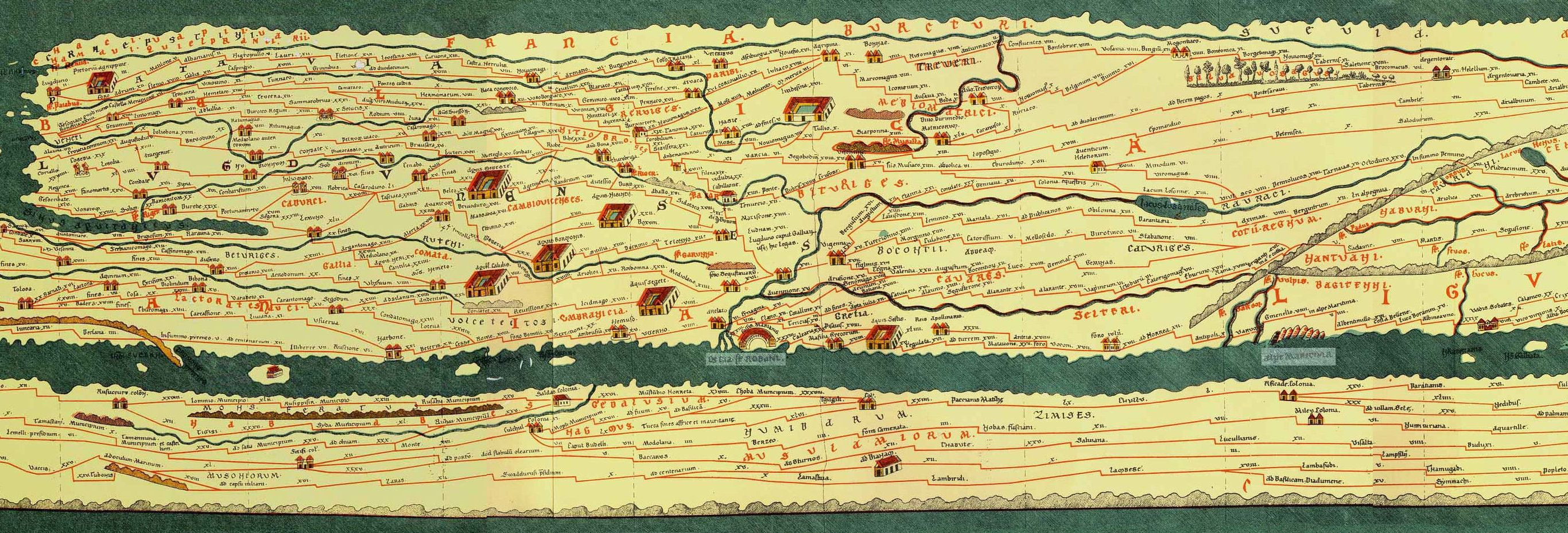
Deel van de Peutingerkaart. Tongeren staat vermeld als Atuaca (bovenzijde, links van het midden, onder de 'ia' van Francia)

Tussen 235 en 275 werden de landbouwbedrijven grotendeels verwoest door plunderende Germaanse stammen, maar onder keizer Diocletianus werd de rust opnieuw hersteld. Tongeren werd deel van de nieuwe verdedigingslinie tegen de Germanen langs de heerweg Keulen - Boulogne-sur-Mer (Gesoriacum) en er werd een contingent soldaten gestationeerd. In 313 erkende keizer Constantijn de Grote in het Edict van Milaan het christendom, waarna de godsdienst zich onbelemmerd kon verspreiden. Het bisdom Tongeren werd de oudste bisschopszetel in de Nederlanden (in de 8e eeuw werd de zetel verplaatst naar Luik).
Rond 350 volgden nieuwe Germaanse invallen en de Romeinen besloten hun aandacht naar het beter verdedigbare Maastricht te verschuiven. Municipium Tungrorum werd minder welvarend, en ook het bevolkingsaantal nam af. In de 4e eeuw werd de muur ingekort en omsloot deze enkel nog het hoger gelegen stadsdeel. In deze periode werd de stad vereerd met een bezoek van keizer Julianus Apostata. Van de omwalling uit deze periode is enkel nog de Romeinse Toren op het Vrijthof bewaard gebleven, terwijl van de muur uit de 2e eeuw nog verschillende stukken overeind staan. In december 406 staken de Germanen massaal de bevroren Rijn over en werden grote delen van het noordelijke Romeinse Rijk onder de voet gelopen. De heerschappij van de Romeinen in deze streken kwam hiermee voorgoed ten einde. De Germaanse stam van de Franken vestigde zich als de nieuwe elite over de plaatselijke bevolking.